# Kambodża na Letnich Igrzyskach Olimpijskich 1972
Kambodżę na Letnich Igrzyskach Olimpijskich 1972 reprezentowało 9 zawodników: 8 mężczyzn i 1 kobieta. Był to trzeci start reprezentacji Kambodży na letnich igrzyskach olimpijskich.

## Skład kadry

### Boks
Mężczyźni
- Soth Sun – waga piórkowa – 17. miejsce

### Lekkoatletyka
Mężczyźni
- Samphon Mao – 100 metrów – odpadł w eliminacjach
- Savin Chem – 400 metrów – odpadł w eliminacjach
- Sitha Sin – skok wzwyż – 36. miejsce

Kobiety
- Meas Kheng

100 metrów – odpadła w eliminacjach
200 metrów – odpadła w eliminacjach

### Pływanie
Mężczyźni
- Samnang Prak

100 metrów st. dowolnym – odpadł w eliminacjach
200 metrów st. dowolnym – odpadł w eliminacjach
- Sarun Van

100 metrów st. grzbietowym – odpadł w eliminacjach
200 metrów st. grzbietowym – odpadł w eliminacjach
- Sokhon Yi

100 metrów st. klasycznym – odpadł w eliminacjach
200 metrów st. klasycznym – odpadł w eliminacjach
- Chhay-Kheng Nhem – 100 metrów st. motylkowym – odpadł w eliminacjach
- Sarun Van, Sokhon Yi, Chhay-Kheng Nhem, Samnang Prak – 4 × 100 metrów st. zmiennym – odpadli w eliminacjach